# Буляк (Базитамакский сельсовет)
Буля́к (баш. Бүләк) — деревня в Илишевском районе Республики Башкортостан Российской Федерации. Входит в состав Базитамакского сельсовета.

## География

### Географическое положение
Расстояние до:
- районного центра (Верхнеяркеево): 17 км,
- центра сельсовета (Базитамак): 10 км,
- ближайшей ж/д станции (Буздяк): 134 км.

## Население
| 2002 | 2009 | 2010 |
| ---- | ---- | ---- |
| 3    | ↘1   | ↘0   |